# Ilex chengbuensis
Ilex chengbuensis là một loài thực vật có hoa trong họ Aquifoliaceae. Loài này được C.J. Qi & Q.Z. Lin mô tả khoa học đầu tiên năm 2000.